# Восемь безумных ночей
Восемь безумных ночей (англ. Eight Crazy Nights) — американский мультфильм производства студии «Columbia Pictures» и компании «Happy Madison Productions» по сценарию Адама Сэндлера.

## Сюжет
В небольшом городке Дюксберри, Нью-Гэмпшир, Дэйви Стоун (голос и внешность Адама Сэндлера), 33-летний хулиган и алкоголик с длинным списком судимостей, арестован за неоплаченный счёт в китайском ресторане господина Чанга (Роб Шнайдер) и разрушение ледяной скульптуры при попытке к бегству. Дэйви должен быть приговорён к тюремному заключению, но Уайти Дюваль (Адам Сэндлер), 70-летний арбитр-доброволец из бывшей баскетбольной лиги Дэйви, вмешивается и выступает на суде. Судья (Норм Кросби), по предложению Уайти, приговаривает Дэйви к общественным работам в качестве арбитра-практиканта под началом Уайти в молодёжной баскетбольной лиге. По условиям приговора, если Дэви совершит преступление за время общественных работ, он будет приговорён к десяти годам тюремного заключения.

## В ролях
- Адам Сэндлер
- Джеки Сэндлер
- Роб Шнайдер
- Кевин Нилон — мэр
- Норм Кросби[англ.] (англ.)
- Джон Ловитц
- Энн Уилсон

## Саундтрек
| №  | Название                                    | Исполнитель                                           | Длительность |
| -- | ------------------------------------------- | ----------------------------------------------------- | ------------ |
| 1. | «Davey's Song»                              | Adam Sandler                                          | 2:16         |
| 2. | «At The Mall»                               | Adam Sandler (feat. Kevin Grady)                      | 2:45         |
| 3. | «Patch Song»                                | Adam Sandler                                          | 1:04         |
| 4. | «Long Ago»                                  | Adam Sandler, Alison Krauss & Eight Crazy Nights Cast | 2:12         |
| 5. | «Technical Foul»                            | Adam Sandler                                          | 3:39         |
| 6. | «Intervention Song»                         | Adam Sandler & Eight Crazy Nights Cast                | 2:33         |
| 7. | «Bum Biddy»                                 | Adam Sandler & Eight Crazy Nights Cast                | 4:06         |
| 8. | «The Chanukah Song, Part 3 (Radio Version)» | Adam Sandler                                          | 4:18         |
| 9. | «The Chanukah Song, Part 3 (Movie Version)» | Adam Sandler                                          | 3:41         |